# 北海道道1031号神居岩総合公園線

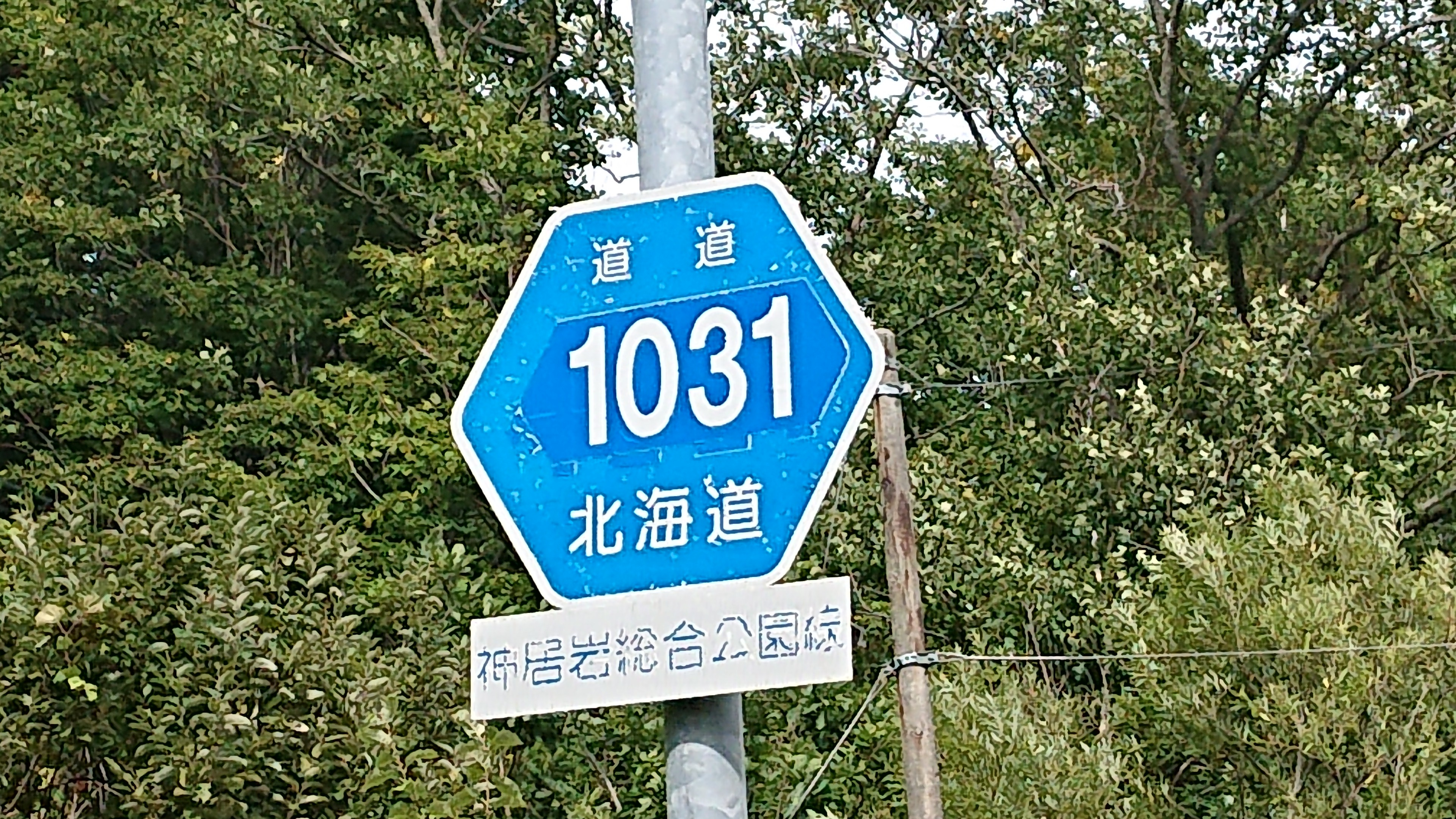
北海道道1031号神居岩総合公園線

北海道道1031号神居岩総合公園線（ほっかいどうどう1031ごう かもいわそうごうこうえんせん）は、北海道留萌市内を結ぶ一般道道（北海道道）である。

## 概要

### 路線データ
- 起点：北海道留萌市大字留萌村字バンゴベ（神居岩総合公園入口）
- 終点：北海道留萌市東雲町1丁目（国道232号交点）
- 総延長：1.705 km
- 実延長：1.676 km
- 重用延長：0.029 km

### 道路管理者
- 留萌振興局 留萌建設管理部 事業課

## 歴史
- 1983年（昭和58年）3月31日 - 路線認定[1]。

## 路線状況

### 道路施設

#### 主な橋梁
- 東雲橋（66 m、留萌本線、留萌市大字留萌村字カモイワ - 留萌市東雲町）

## 地理

### 通過する自治体
- 留萌振興局
  - 留萌市

### 交差する道路
留萌市
- 国道232号 - 東雲町1丁目（終点）

### 沿線にある施設など
留萌市
- 神居岩総合公園
- 神居岩温泉